# My World (Justin Bieber)
My World è l'EP di debutto del cantante canadese Justin Bieber, pubblicato il 17 novembre 2009 dalla Island Records. L'album mondialmente ha venduto oltre 2.000.000 di copie. 
Dall'album vengono estratti due singoli ufficiali.

## Singoli
Il primo singolo ufficiale estratto è One Time, che raggiunge la vetta delle classifiche di oltre trenta paesi. Il secondo singolo ufficiale estratto è One Less Lonely Girl, anche questo di discreto successo. Il primo singolo digitale è Love Me. Il secondo singolo promozionale è Favorite Girl.

## Tracce
1. One Time – 3:35 (Christopher "Tricky" Stewart, James Bunton, Corron Cole, Sakariya Abdirahman)
2. Favorite Girl – 4:16 (Dernst Emile II, Antea Birchett, Anesha Birchett, Delisha Thomas)
3. Down to Earth – 4:05 (Justin Bieber, Kevin Risto, Waynne Nugent, Carlos Battey, Steven Battey, Mason Levy)
4. Bigger – 3:17 (Justin Bieber, Frank Ocean, Dapo Torimiro, Kevin Risto, Waynne Nugent)
5. One Less Lonely Girl – 3:49 (Ezekiel Lewis, Balewa Muhammad, Sean Hamilton, Hyuk Shin, Usher Raymond IV)
6. First Dance (feat. Usher) – 3:42 (Justin Bieber, Usher Raymond IV, Jesse Wilson, Ryan Lovette, Dwight Reynolds, Alexander "Prettyboifresh" Parhm Jr.)
7. Love Me – 3:14 (Bruno Mars, Philip Lawrence, Ari Levine, Peter Svensson, Nina Persson)

Bonus track
1. One Less Lonely Girl – 3:48 (Ezekiel Lewis, Balewa Muhammad, Sean Hamilton, Hyuk Shin, Usher Raymond IV) – bonus track francese; traccia presente solo nel CD canadese
2. Common Denominator – 4:02 (Lashaunda "Babygirl" Carr, Justin Bieber) – bonus track in Canada, USA, iTunes australiano e nelle varie edizioni di My World

## Formazione
- Justin Bieber - voce
- Tim Stewart - chitarra
- Dwight Reynolds - tastiere
- Taylor Graves - cori
- Bonnie McKee - cori

## Successo commerciale
L'album è arrivato nelle top 10 delle classifiche di oltre 10 paesi, ed è stato certificato disco di platino in Austria, in Canada, in Germania, nel Regno Unito e negli Stati Uniti.

## Classifiche

### Classifiche settimanali
| Classifica (2009/2010) | Posizione massima |
| ---------------------- | ----------------- |
| Australia              | 79                |
| Austria                | 18                |
| Belgio (Fiandre)       | 16                |
| Belgio (Vallonia)      | 23                |
| Canada                 | 1                 |
| Danimarca              | 52                |
| Europa                 | 16                |
| Germania               | 18                |
| Grecia                 | 10                |
| Irlanda                | 11                |
| Messico                | 22                |
| Polonia                | 19                |
| Svizzera               | 39                |
| Regno Unito            | 4                 |
| Stati Uniti            | 5                 |

### Classifiche di fine anno
| Classifica (2010) | Posizione |
| ----------------- | --------- |
| Islanda           | 17        |
| Classifica (2011) | Posizione |
| Islanda           | 57        |